# Житваторокский мир
Житваторокский мир (венг. Zsitvatoroki béke; словац. Žitavský mier; тур. Zitvatorok Anlaşması) — мирный договор, закончивший Тринадцатилетнюю войну между Австрией и Османской империей 11 ноября 1606 года.
Мир был заключён на 20 лет султаном Ахмедом I и герцогом Австрийским Маттиасом, несмотря на сопротивление императора Рудольфа II, брата Маттиаса.
По договору взамен ежегодной дани Австрия выплачивала османам единовременную контрибуцию, османы же воздерживались от набегов на австрийские владения в Венгрии.
Ряд историков полагает, что мир подразумевал признание равенства между султаном и герцогом.